# Норріс (Іллінойс)
Норріс (англ. Norris) — селище (англ. village) в США, в окрузі Фултон штату Іллінойс. Населення — 173 особи (2020).

## Географія
Норріс розташований за координатами 40°37′33″ пн. ш. 90°1′55″ зх. д. / 40.62583° пн. ш. 90.03194° зх. д. (40.625778, -90.031987).  За даними Бюро перепису населення США в 2010 році селище мало площу 0,73 км², уся площа — суходіл.

## Демографія
Згідно з переписом 2010 року, у селищі мешкало 213 осіб у 88 домогосподарствах у складі 59 родин. Густота населення становила 290 осіб/км².  Було 103 помешкання (140/км²).
Расовий склад населення:
| - 100,0 % — білих |

До двох чи більше рас належало 0,0 %. Частка іспаномовних становила 0,0 % від усіх жителів.
За віковим діапазоном населення розподілялося таким чином: 20,7 % — особи молодші 18 років, 57,2 % — особи у віці 18—64 років, 22,1 % — особи у віці 65 років та старші. Медіана віку мешканця становила 42,4 року. На 100 осіб жіночої статі у селищі припадало 82,1 чоловіків;  на 100 жінок у віці від 18 років та старших — 92,0 чоловіків також старших 18 років.
Середній дохід на одне домашнє господарство  становив 39 333 долари США (медіана — 36 250), а середній дохід на одну сім'ю — 57 441 долар (медіана — 55 313). Медіана доходів становила 31 875 доларів для чоловіків та 31 250 доларів для жінок. За межею бідності перебувало 17,4 % осіб, у тому числі 18,6 % дітей у віці до 18 років та 26,8 % осіб у віці 65 років та старших.
Цивільне працевлаштоване населення становило 77 осіб. Основні галузі зайнятості: освіта, охорона здоров'я та соціальна допомога — 24,7 %, будівництво — 13,0 %, роздрібна торгівля — 11,7 %, мистецтво, розваги та відпочинок — 11,7 %.